# Niqmepa' I
Niqmepa' I (... – XVII secolo a.C.) è stato un re amorreo di Ugarit.